# Goniagnathus nervosus
Goniagnathus nervosus är en insektsart som beskrevs av Melichar 1903. Goniagnathus nervosus ingår i släktet Goniagnathus och familjen dvärgstritar. Inga underarter finns listade i Catalogue of Life.